# Airco DH.6
O Airco DH.6 foi um biplano de treino militar britânico utilizado pela Royal Flying Corps durante a Primeira Guerra Mundial. Conhecido por vários nomes, incluindo "Skyhook", muitos deles sobreviveram à guerra para serem usado como aeronaves civis na era do pós-guerra.